# Соколовская, Тира Оттовна
Соколовская Тира-Луиза Оттовна (1884 — 1942) — русская писательница, историк масонства.

## Биография
Родилась в 1884 году. Её предки были выходцами из Швеции. Дед носил фамилию Оберг; отец, по утверждению Соколовской, был уроженцем Финляндии, впоследствии — полковником Российской империи. Образование получила в Екатерининском институте и Археологическом институте в Санкт-Петербурге и Москве.
Первоначально увлекалась изучением античности, выпустила брошюру «Микенская керамика. Форма и орнамент сосудов микенского типа» (СПб., 1904). Жена историка литературы, библиографа и коллекционера М. К. Соколовского. Под влиянием мужа занялась историей масонства и этой теме оставлась верной всю жизнь. Исследования Т. О. Соколовской публиковались в ведущих журналах начала XX в., таких как «Русский архив», «Русская старина», «Голос минувшего», «Всемирный вестник», «Море», «Старые годы», «Столица и усадьба», в сборнике «Вестник общества ревнителей истории» (Пг., 1914. Вып. 1). Также писала пьесы на масонские темы, участвовала их постановках, по заданию Общества ревнителей истории вела культурно-просветительную работу.
Т. О. Соколовская являлась членом Совета и секретарем Императорского Общества ревнителей истории, членом Комитета и ученым секретарем Императорского музея Великой Войны, членом многих губернских ученых архивных комиссий. После Октября 1917 она продолжила исследовательскую и популяризаторскую работу. Владея французским, немецким и шведским языками, работала переводчицей на выставке Красной армии и флота, открытой для II съезда III Интернационала. С 12.04.1918 г. по 15.10.1924 г. служила Ученым хранителем Военно-учебного музея. С 1920-го супруги Соколовские получали «ученый» паек. Но условия жизни, как частной, так и научной, стали тяжелыми, и семье Соколовских пришлось расстаться с коллекцией редчайших масонских предметов.. В 1935 г. Центральный (сегодня Государственный) литературный музей приобрел у неё коллекцию редчайших масонских предметов.
Супруги Соколовские погибли в Ленинграде во время блокады в 1942 году.
Работы Т. О. Соколовской, затрагивающие самые различные аспекты существования Ордена вольных каменщиков в России в конце XVIII — первой четверти XIX в., и сегодня не потеряли своей актуальности как для исследователей, так и для самостоятельного изучения истории масонского движения в России. Переиздается её статья «Масонские идеи в символике» \\ В. И. Покровский. Н. И. Новиков: его жизнь и сочинения. — М., 2010. С. 161—174; "Раннее александровское масонство. Возрождение масонства \\ Масонство в прошлом и настоящем (М., 1991). Переиздание сочинений Т. О. Соколовской было предпринято Государственной публичной исторической библиотекой (1999). Совместно с Д.Лотаревой вышла книга «Тайные архивы русских масонов» (М., 2007). Также изданы: «Материалы по истории рус. масонства XVIII—XIX вв.» (М., 2000); «Статьи по истории русского масонства» (М., 2008), где собраны статьи Т. О. Соколовской из дореволюционных журналов.

### Комментарии
1. ↑  1884 год рождения подтвердила сама Соколовская в протоколе допроса по делу ленинградских масонов в 1926 году[1]. В иных источниках встречаются другие варианты года её рождения: 1878[2], 1888[3][4].